# Adam Bilik
Adam Kazimierz Bilik (ur. 30 listopada 1899 w Turce nad Stryjem, zm. 13 czerwca 1943 w Będzinie) – lekarz, działacz Stowarzyszenia Katolickiej Młodzieży Akademickiej "Odrodzenie" i Akcji Katolickiej.

## Życiorys
Gimnazjum ukończył w Bodach, potem rozpoczął studia teologiczne na Uniwersytecie Jagiellońskim, w latach 1917-1920 był alumnem Seminarium Duchownego w Krakowie, następnie studiował medycynę, którą ukończył w 1927 roku we Lwowie.
W trakcie pobytu w Seminarium krakowskim działał w Bratniej Pomocy oraz katolickim stowarzyszeniu "Polonia". Po połączeniu "Polonii" ze Stowarzyszeniem Młodzieży Akademickiej "Odrodzenie" został jego prezesem, najpierw w Krakowie (1922-23), później we Lwowie (1924-25). 
Pod koniec lat 20. przeniósł się do Sosnowca, gdzie w 1935 roku utworzył oddział Związku Polskiej Inteligencji Katolickiej oraz zasiadał w Zarządzie Głównym Związku. Działał w środowisku robotniczym Zagłębia, bezpłatnie leczył bezrobotnych, biednych i bezdomnych. W czasie okupacji niemieckiej był autorytetem dla miejscowej ludności. Zdawali sobie z tego sprawę Niemcy, którzy zgodzili się na cichą manifestację podczas pogrzebu Bilika.
Jego syn, Andrzej Bilik, w czasach PRL był jednym ze znanych komunizujących dziennikarzy Telewizji Polskiej.